# فيى جون لونغ
فيى جون لونغ (بالصينية: 费俊龙) (و. 1965 – م) هو طيار مقاتل، ورائد فضاء من جمهورية الصين الشعبية. ولد في سوجو .
وهو عضو في الحزب الشيوعي الصيني.
ويحمل رتبة جنرال.

## ريادة الفضاء
شارك في المهمات الفضائية:
- شنتشو 6